# Matang Raya Timur
Matang Raya Timur is een bestuurslaag in het regentschap Aceh Utara van de provincie Atjeh, Indonesië. Matang Raya Timur telt 477 inwoners (volkstelling 2010).